# Killswitch Engage (album 2009)
Killswitch Engage è il quinto album dell'omonima band metalcore americana, pubblicato il 30 giugno dalla Roadrunner Records. L'album ha un'inusuale caratteristica: è infatti il secondo disco ufficiale con lo stesso nome della band. Una versione in vinile è stata pubblicata lo stesso giorno. Inoltre è l'ultimo album con Howard Jones come cantante.

## Tracce
Testi di Howard Jones.
1. Never Again – 3:10
2. Starting Over – 3:51
3. The Forgotten – 3:17
4. Reckoning – 2:40
5. The Return – 4:28
6. A Light in a Darkened World – 2:50
7. Take Me Away – 2:45
8. I Would Do Anything – 3:22
9. Save Me – 3:46
10. Lost – 3:45
11. This Is Goodbye – 4:17

Tracce bonus della Special Edition
1. In a Dead World – 4:14
2. Rose of Sharyn (Live) – 3:48
3. My Curse (Live) – 4:26
4. Holy Diver (Live) – 5:07

## Formazione
- Howard Jones - voce
- Adam Dutkiewicz - Prima chitarra, seconda voce
- Joel Stroetzel - chitarra ritmica
- Mike D'Antonio - basso
- Justin Foley - batteria